# دی‌وایند
دی‌وایند (انگلیسی: DeWind) شرکت ماشین‌آلات آلمانی است، که در سال ۱۹۹۵ تأسیس شد.